# Seznam libanonskih nogometašev
Seznam libanonskih nogometašev.

## H
- Moussa Hojeij

## K
- Mohammad Kassas

## M
- Larry Mehanna